# Crataegus hupehensis
Crataegus hupehensis es una especie de planta del género Crataegus, perteneciente a la familia Rosaceae.

## Taxonomía
Crataegus hupehensis fue descrita por Charles Sprague Sargent en 1912.

## Distribución
Se encuentra en el territorio centro-norte, centro-sur y sudeste de China.